# Hartite
L'hartite è un minerale descritto nel 1841 in base ad un ritrovamento avvenuto nella lignite proveniente da un filone di carbone ad Oberhart nei pressi di Gloggnitz nella Bassa Austria, Austria. Il nome deriva dalla località di ritrovamento.
L'hartite è un idrocarburo contenente fillocladano che si scioglie ad una temperatura compresa fra 71 e 71,5 °C. La composizione chimica indica che probabilmente si origina da piante del genere delle Taxodiaceae.
Questo minerale brucia senza lasciare residui, non è solubile in acqua mentre si sciogli in solventi apolari o mediamente polari come l'etere di petrolio, l'esano, il benzene e il cloroformio.

## Sinonimi
Vi sono vari minerali che in un secondo tempo si è scoperto essere hartite: l'hofmannite, la branchite, la bombiccite, lo iosene o josene, la rhetenite e la krantzite.

## Morfologia
L'hartite è stata trovata sotto forma di cristalli grossolani, cristalli lamellari o croste.
Triclino.

## Origine e giacitura
Il minerale si trova nelle fratture della lignite di fossili carbonizzati e silicizzati di tronchi d'albero ed è stato rinvenuto in Stiria. È una resina fossile.

## Caratteristiche chimico fisiche
Trattasi di un α-diidrofillocladene o josene.
- Peso molecolare: 274,5 grammomolecole[3][4]
- Volume di unità di cella: 1711 Å³[4]
- Molecole per unità di cella: 4[4]
- Dispersione: r > v[4]
- Magnetismo: assente[4]
- Birifrangenza: 0,041[4]
- Indici di rifrazione: 1,546 | 0 | 0 | 0 | 0 | 0[4]
- Indice di elettroni: 1,19 g/cm³[3]
- Indici quantici:
  - Fermione: 0,0096453819[3]
  - Bosoni: 0,9903546181[3]
- Indici di fotoelettricità:
  - PE: 0,12 barn/elettrone[3]
  - ρ: 0,15 barn/cm³[3]
- Indice di radioattività GRapi: 0 (il minerale non è radioattivo)[3]